# Dvoakcijski batni motor
Dvoakcijski batni motor je izvedba batnega motorja, pri katerem je en bat nameščen v valju (cilindru). Cilinder ima dve zgorevalni komori, oziroma ekspanzijski komori pri parnih motorjih. Delovni medij najprej potiska na eni strani bata, ko bat doseže končno pozicijo, se ga potisne v drugo smer. Ta način se je uporabljal na parnih strojih (motor z zunanjim zgorevanjem), ki so poganjali ladje in lokomotive. Redkeje se je uporabljal na motorjih z notranjim zgorevanjem npr. dizelski motorji.
Druga kategorija so enoakcijski batni motorji, pri katerem delovni medij potiska samo na eni strani bata. Večinoma batnih motorjev z notranjim zgorevanjem je tega tipa (enoakcijski).
Obstaja pa tudi deloma podobni opozicijski batni motor, pri katerem sta dva bata nameščena v enem valju in imata skupno zgorevalno komoro.